# Åsbo gravkapell
Åsbo gravkapell är ett kapell i Boxholms kommun i Boxholms församling. Kapellet byggdes 1928 av arkitekten Otto Gustafsson.